# Solfara Balata
La solfara Balata o miniera Balata è stata una miniera di zolfo, situata in provincia di Agrigento nel territorio di Bivona, in località Balata.
La solfatara, di proprietà del principe di Ferrandina, era già attiva nel 1839 mentre oggi è abbandonata.